# Archidiocèse de Port Moresby
L'archidiocèse de Port Moresby (en latin : Archidioecesis Portus Moresbiensis) est une circonscription ecclésiastique de l'Église catholique en Papouasie-Nouvelle-Guinée. Il est situé à Port Moresby, la capitale de l’État, et s'étend sur une partie de la Province centrale.
Il comprend également quatre diocèses suffragants :
- Diocèse d'Alotau-Sideia (de)
- Diocèse de Bereina (de)
- Diocèse de Daru-Kiunga (de)
- Diocèse de Kerema (de)

## Histoire
Le vicariat apostolique de la Nouvelle-Guinée est érigé le 10 mai 1889 par le bref apostolique Ut catholica fides du pape Léon XIII, lequel renomme, remplace et supprime le vicariat apostolique de Mélanésie.
Le 14 novembre 1922, il prend le nom de vicariat apostolique de Papouasie en vertu du décret Post exstinctum de la Congrégation de la Propaganda Fide.
Le 29 mars 1938 en vertu de la bulle papale Quo commodius, il cède les îles australiennes qui faisaient partie de sa juridiction au diocèse de Victoria-Palmerston, qui prend alors le nom de diocèse de Darwin (de).
Le 3 juin 1946, en vertu de la bulle Quo in regionibus de pape Pie XII, il cède une autre partie de son territoire  pour créer la préfecture apostolique de Samarai (devenue depuis le diocèse d'Alotau-Sideia) et prend le même jour le nom de vicariat apostolique de Port Moresby.
Le 13 novembre 1958, il cède une partie ultérieure de sa juridiction pour l'érection de la préfecture apostolique de Mendi, devenue ensuite diocèse. Le 16 juillet 1959, d'autres cessions de territoire permettent la création de la préfecture apostolique de Daru (depuis diocèse de Daru-Kiunga) et du vicariat apostolique de l'île de Yule (aujourd'hui diocèse de Bereina).
Le 15 novembre 1966, le vicariat apostolique est érigé en archidiocèse métropolitain en vertu de la bulle Laeta incrementa du pape Paul VI.